# هیا بنت حسین

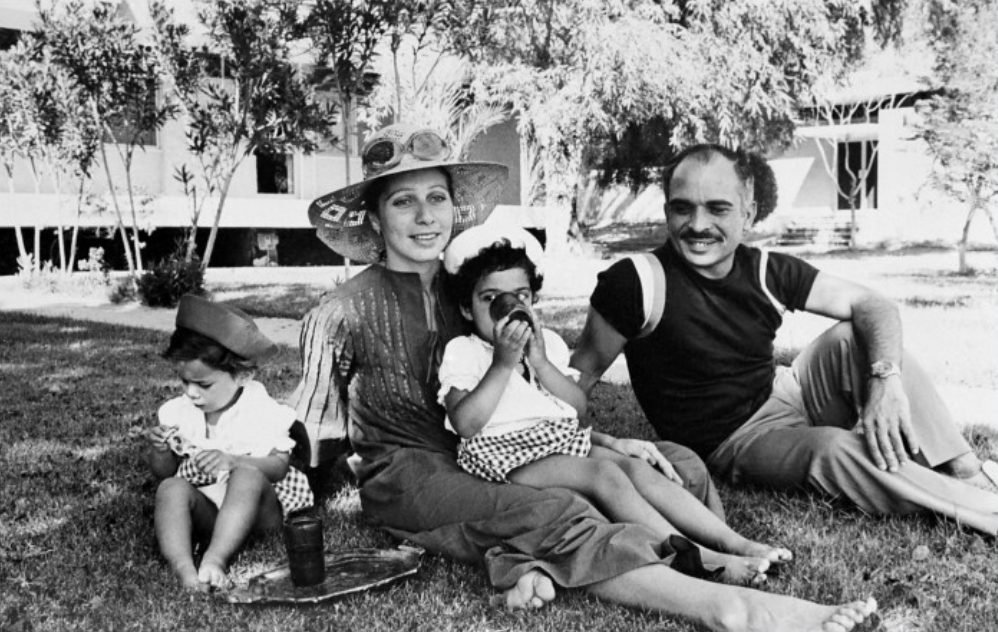
ملک حسین و ملکه علیا به همراه فرزندانشان شاهزاده علی و شاهدخت حیا، ۱۹۷۶

شاهدخت هیا بنت حسین، دختر ملک حسین پادشاه سابق اردن و خواهر ناتنی عبدالله دوم، پادشاه کنونی اردن است. عضو فدراسیون جهانی سوارکاری و همسر سابق محمد بن راشد آل مکتوم امیر دبی است. او در سال ۱۳۹۸ به آلمان گریخته و در نهایت نیز در لندن ساکن شد.
شاهدخت هیا سابقه شرکت در المپیک سال ۲۰۰۰ سیدنی در رشته پرش با اسب را داشته‌است. او از سال ۲۰۰۷ سفیر صلح سازمان ملل در موضوع گرسنگی و اهداف توسعه هزاره است. او علاوه بر عربی به زبان های انگلیسی و فرانسوی نیز تسلط دارد.

## طلاق از حاکم دبی
بنا بر اسناد دیوان عالی بریتانیا، شیخ محمد بن راشد آل مکتوم، حاکم دبی پس از اطلاع پیدا کردن از وجود ارتباط جنسی بین شاهدخت هیا با محافظ شخصی بریتانیایی‌اش، او را بدون اطلاع طلاق داد و به گونه‌ای عمل کرد که به ارعاب و ترساندن شاهدخت هیا منجر شد.